# Juan José Millás
Juan José Millás (València, L'Horta, 1946) és un escriptor i periodista valencià establert a Madrid.

## Biografia
De família humil, es va traslladar encara nen amb la seva nombrosa família a un suburbi de Madrid (1952), ciutat on ha viscut la major part de la seva vida. Va ser un mal estudiant, per bé que curiós, i va cursar la majoria dels seus estudis com nocturn mentre treballava en una caixa d'estalvis. Va començar Filosofia i Lletres, que va abandonar al tercer any. Va obtenir un treball com administratiu a Iberia LAE i es va consagrar a la lectura i l'escriptura.
La seva primera novel·la estava influïda per Julio Cortázar i posseeix les xacres acumulades de l'experimentalisme d'aquesta època i de ser un autor novell, encara que molt original. La segona, Cerbero son las sombras (1975), va obtenir el premi Sèsam i li va obrir les portes de la crítica. Gràcies a un entusiasta membre del jurat, Juan García Hortelano, va poder publicar després Visión del ahogado (1977) i El jardín vacío (1981) en la prestigiosa editorial Alfaguara. Però la seva novel·la més popular, i també la més transcendent per a la seva obra gràcies a escriure-la amb la llibertat de no pensar en la crítica, va ser Papel mojado (1983), un encàrrec per a una editorial de literatura juvenil que es va vendre i segueix venent molt. Simultàniament va començar a col·laborar en la premsa amb un gran èxit, nascut de la seva imaginació i el seu insubornable compromís amb els desfavorits, de manera que va deixar l'ocupació en el gabinet de premsa d'Iberia i ara viu del periodisme i la literatura. Divorciat de la seva primera dona, va tenir un fill amb la segona, psicòloga.
En la seva nombrosa obra, d'introspecció psicològica en la seva majoria, qualsevol fet quotidià es pot convertir en un succés fantàstic. Per a això va crear un gènere literari personal, l'articonte, en el qual una història quotidiana es transforma per obra de la fantasia en un punt de vista per a mirar la realitat de forma crítica. Les seves columnes dels divendres a El País han arribat a un gran nombre de seguidors per la subtilesa i originalitat del seu punt de vista per a tractar els temes de l'actualitat, així com pel seu gran compromís social i la qualitat del seu estil. Ha guanyat diversos premis de periodisme molt prestigiosos, com el Premi de Periodisme Francisco Cerecedo 2005.
En el programa La Ventana de la cadena SER disposa d'un espai (divendres 16:00 h) en el qual anima als oïdors a enviar petits relats sobre paraules del diccionari. En l'actualitat, està construint un glossari amb aquests relats assolint una nombrosa participació. En el mes de maig de 2006 va ser nomenat doctor honoris causa per la Universitat de Torí. Les seves obres han estat traduïdes a quinze idiomes, entre ells, anglès, francès, alemany, portuguès, italià, suec, danès, noruec i holandès. En la seva última novel·la, titulada Laura y Julio vam trobar plasmades les seves principals obsessions: el problema de la identitat, la simetria, els altres espais habitables dintre del nostre espai, l'amor, la fidelitat i la gelosia.
L'any 2005 l'Associació de Dones Periodistes de Catalunya li va atorgar el Premi Lliri. El 15 d'octubre de 2007 va obtenir el Premi Planeta per la novel·la autobiogràfica El mundo. El 3 de desembre de 2007 fou nomenat doctor honoris causa per la Universitat d'Oviedo amb el poeta asturiào Ángel González.
L'any 2010 li fou concedit el Premi Internacional de Periodisme Manuel Vázquez Montalbán en la categoria de periodisme cultural i polític.

## Obres
- Cerbero son las sombras (1975). Premi Sésamo
- Visión del ahogado (1977)
- El jardín vacío (1981)
- Papel mojado (1983)
- Letra muerta (1983)
- El desorden de tu nombre (1986)
- Primavera de luto (1989)
- La soledad era esto (1990). Premi Nadal
- Volver a casa (1990)
- Ella imagina (1994)
- Tonto, muerto, bastardo e invisible (1995)
- Algo que te concierne (1995)
- Trilogía de la soledad (1996)
- El orden alfabético (1998)
- No mires debajo de la cama (1999)
- Dos mujeres en Praga (2002). Premi Primavera
- Cuentos de adúlteros desorientados (2003)
- Hay algo que no es como me dicen (2004)
- Todo son preguntas (2005)
- María y Mercedes (2005)
- El ojo de la cerradura (2006)
- Laura y Julio (2006)
- Sombras sobre sombras (2006)
- El mundo (2007) Premi Planeta
- Lo que sé de los hombrecillos (2010)
- Vidas al límite (2012)
- La Mujer Loca (2014)
- Que nadie duerma (2018)